# Kostel svatého Martina (Očihov)
Kostel svatého Martina je římskokatolický filiální kostel v Očihově v okrese Louny. Od roku 1964 je chráněn jako kulturní památka. Stojí na levém břehu řeky Blšanky na východním okraji vesnice.

## Historie a stavební vývoj
Nejstarší písemná zmínka o kostele pochází z roku 1355. Tehdy požádala císařovna Anna Svídnická, manželka Karla IV., papeže o jistou výhodu pro svého kaplana Petra Beneše, rektora kostela v Očihově. To už měl kostel za sebou přinejmenším stoletou historii. Ten původní byl postaven v románském slohu již ve druhé čtvrtině třináctého století. Z této nejstarší fáze pochází věž v celé své výšce. S ohledem na intaktní novodobé omítky nelze s jistotou stanovit stáří lodi a presbytáře. Některé architektonické detaily však naznačují, že ve 2. polovině 14. století byl až na věž kostel postaven nový. Dokládá to i jižní hrotitý  portál a sedlový portál do podvěží.
V roce 1763 se v kostelních účtech poprvé mluví o sakristii, o šest let později bylo navýšeno zdivo a v roce 1772 byla zazděna původní okna a nahrazena sedmi novými. V roce 1790 byl kostel vážně poškozen požárem. Při jeho rekonstrukci byla na věži románská okna nahrazena stávajícími a objekt byl nově zastřešen včetně krovů. Další opravy a úpravy proběhly v letech 1797, 1841 a 1870.

## Stavební podoba
Jednolodní kostel má odstupňovaný, trojboce zakončený presbytář, k jehož jižní straně je přiložena sakristie zaklenutá plackovou klenbou. Před západní průčelí předstupuje hranolová věž s krytým vnějším schodištěm. Fasády jsou rozčleněné lizénovými rámci. První patro věže osvětlují úzká půlkruhová okénka s hlubokými špaletami. Z jihu vede do kostela mírně hrotitý portál s jednoduše profilovaným ostěním. Loď i presbytář mají ploché stropy na fabionu, ale podvěží je zaklenuté křížovou klenbou. V západní části lodi stojí kruchta na dřevěných sloupcích, pod kterou se nachází jednoduchý sedlový portál se zkoseným ostěním, kterým se vstupuje do věže.

## Galerie

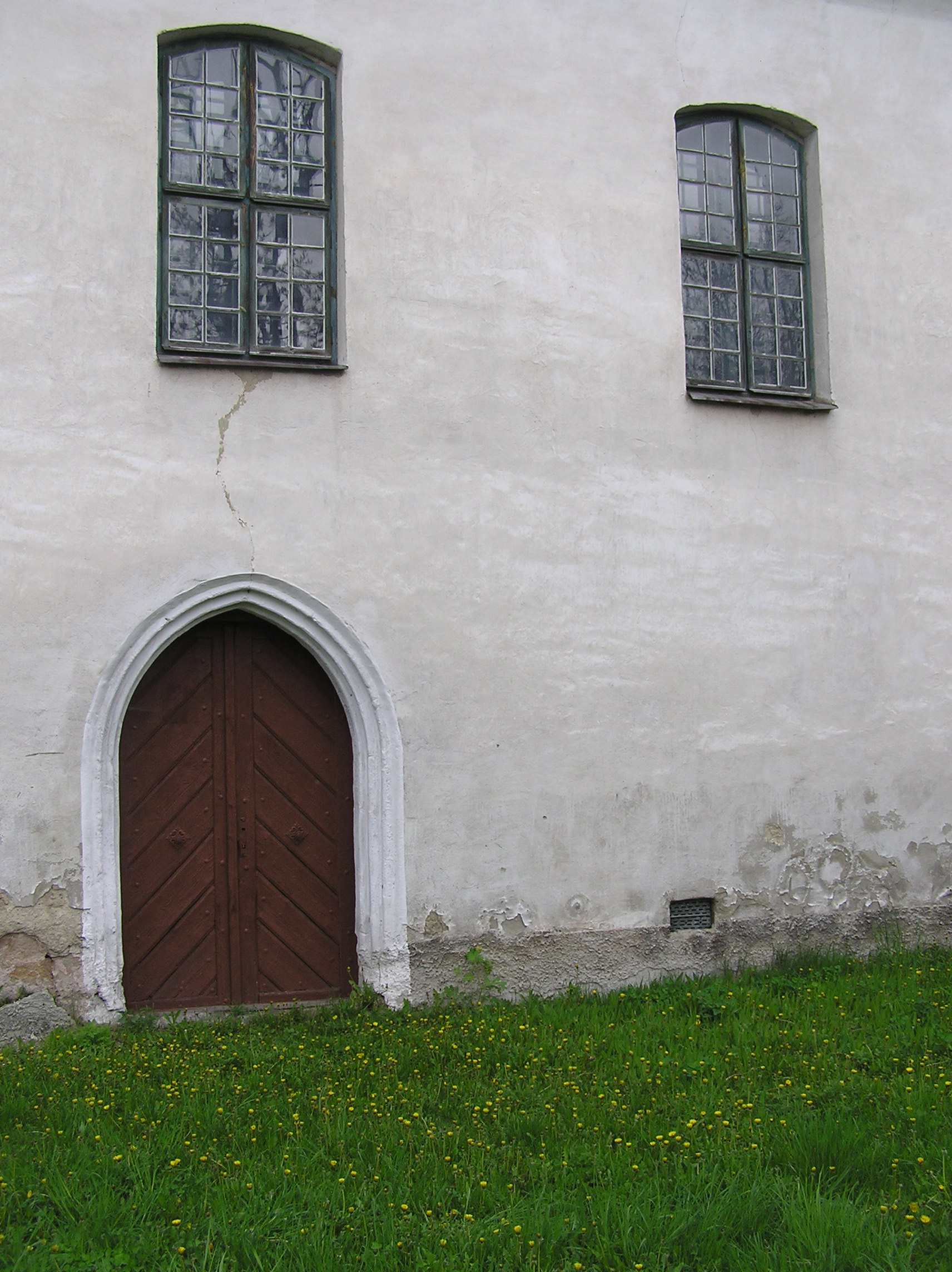
Gotický portál v jižní fasádě lodi
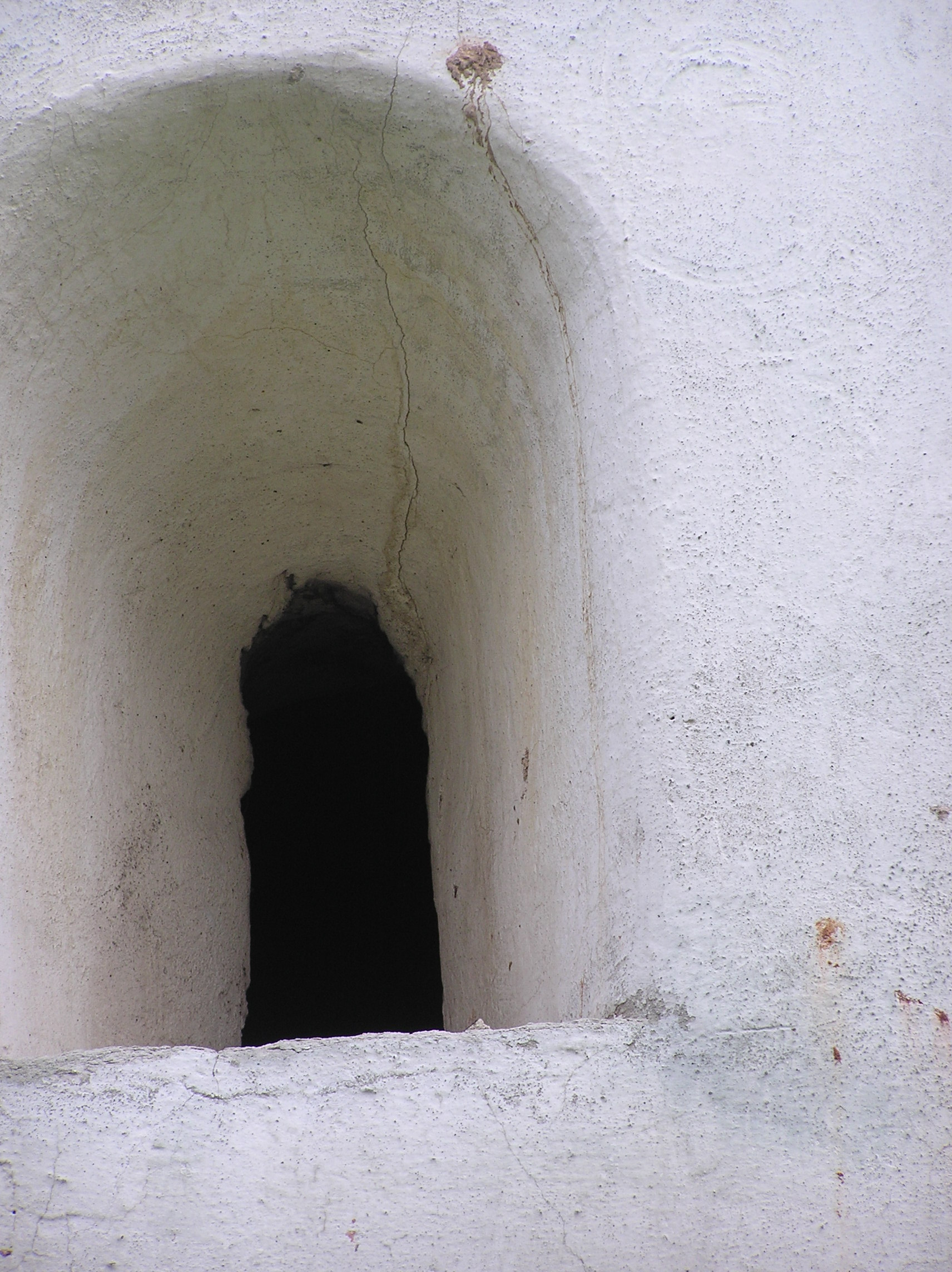
Románské okénko v  prvním patře věže